# Абу Абдуллах Ибн Джузайй аль-Кальби
Абу Абдуллах Мухаммад ибн Мухаммад аль-Кальби, известный как Ибн Джузайй аль-Кальби (араб. ابن جزي الكلبي الغرناطي‎; 1321—1357) — андалусский исламский богослов, поэт, историк и правовед маликитского мазхаба. В основном он известен как писатель, которому Ибн Баттута (ум. 1368) продиктовал отчёт о своих путешествиях. Он также является автором стихов и книг по истории, праву и философии.

## Биография
Его полное мия: Абу Абдуллах Мухаммад ибн Мухаммад ибн Ахмад аль-Кальби аль-Гарнати. Родился в 1321 в Гранаде. Он был сыном Абу-ль-Касима ибн Мухаммада Джузайя, который был известен как поэт и факих. Отец был одним из учителей Лисану-д-дина Ибн аль-Хатиба, погиб в битве при Рио-Саладо в 1340 году. Ибн Джузайй изучал исламские науки вместе с отцом.
Ибн Джузайй был секретарём (катибом) правителя насридов Абу-ль-Хаджжаджа Юсуфа (прав. 1333—1354) в Гранаде. После спора с правителем он отправился в Фес ко двору маринидского султана Абу Инана Фариса. Работал у него секретарём. Умер в Фесе в 1357 году, через два года после окончания написания Рихли («Путешествий») Ибн Баттуты.